# Planet opic (film, 1968)
Planet opic (angleško Planet of the Apes) je ameriški znanstvenofantastični film iz leta 1968, ki ga je režiral Franklin J. Schaffner. V glavnih vlogah nastopajo Charlton Heston, Roddy McDowall, Kim Hunter, Maurice Evans, James Whitmore, James Daly in Linda Harrison. Scenarij sta napisala Michael Wilson in Rod Serling ter ohlapno temelji na istoimenskem romanu Pierrea Boullea iz leta 1963. Jerry Goldsmith je za film napisal avantgardno glasbo. To je bil prvi film od serije petih filmov, posnetih med letma 1968 in 1973, ki jih je produciral Arthur P. Jacobs in izdal 20th Century Fox. Zgodba govori o posadki astronavtov, ki v daljni prihodnosti strmoglavijo na neznan planet, kjer naletijo na družbo opic, ki so razvile človeku podobno inteligenco in govor. 
Film je bil premierno prikazan 8. februarja 1968 in se izkazal za finančno uspešnega z več kot 32 milijona USD prihodka v Severni Ameriki. Bil je prelomen na področju uporabe prostetičnih mask Johna Chambersa ter naletel na dobre ocene kritikov in gledalcev, zagnal je tudi franšizo, ki vključuje štiri nadaljevanja, kratkotrajno televizijsko serijo, animirano serijo, stripe in razne povezane artikle. Ob tem je Tim Burton leta 2001 posnel remake Planet opic, leta 2001 pa se je začel reboot filmske serije. Leta 2011 ga je ameriška Kongresna knjižnica izbrala za ohranitev v okviru Narodnega filmskega registra zavoljo njegove »kulturne, zgodovinske ali estetske vrednosti«.

## Vloge
- Charlton Heston kot George Taylor
- Roddy McDowall kot Cornelius
- Kim Hunter kot Zira
- Maurice Evans kot dr. Zaius
- James Whitmore kot predsednik zbora
- James Daly kot Honorious
- Linda Harrison kot Nova
- Robert Gunner kot Landon
- Lou Wagner kot Lucius
- Woodrow Parfrey kot Maximus
- Jeff Burton kot Dodge
- Buck Kartalian kot Julius
- Norman Burton kot vodja lova
- Wright King kot dr. Galen
- Paul Lambert kot minister